# Березин-Ширяев, Яков Федулович
Яков Федулович Березин-Ширяев (1824—1898) — русский библиограф

, библиофил, нумизмат.

## Биография
Родился в купеческой семье в Санкт-Петербурге 23 октября (4 ноября) 1824 года (в некрологе — 20 октября). 
В 1837—1841 годах учился в пансионе шведской школы при церкви Святой Екатерины в Санкт-Петербурге. Затем служил в торговой фирме своего отца, а когда в 1848 году тот скончался, продал дело и стал играть на бирже. Появившееся свободное время преимущественно тратил на приобретение редких российских и иностранных книг. Собрал огромную для того времени библиотеку (в 1863 году — свыше 1,5 тысяч томов, в 1870 — свыше 6 тысяч, к концу 1890-х гг. — свыше 50 тысяч томов), описание которой издано им под заглавием «Материалы для библиографии» (СПб., 1868—1870) и «Дополнительные материалы для библиографии» (СПб., 1873—1884). В разные годы им были приобретены (частично или полностью) библиотеки Ф. В. Каржавина, учёных П. С. Савельева, А. И. Сулакадзева и др. Значительное влияние на формирование библиофильских вкусов и библиографических навыков оказало знакомство в 1868 году с С. А. Соболевским.
В 1870-х годах Березин-Ширяев был завсегдатаем так называемых «Дуровских сред» (собраний петербургской интеллигенции на квартире профессора Института инженеров путей сообщения Н. П. Дурова), где он познакомился с учёными и ведущими коллекционерами-библиофилами Петербурга: К. Н. Бестужевым-Рюминым, А. Ф. Бычковым, П. А. Ефремовым, М. А. Корфом, П. П. Пекарским, М. И. Семевским и др.
Он неоднократно жертвовал ценные книги и документы в Императорскую публичную библиотеку.
Кроме книг, он собирал гравюры, что свёло его с ректором Петербургской Академии художеств Ф. И. Иорданом.  Также он собрал богатую нумизматическую коллекцию.
Главная его заслуга состоит в том, что он не только собирал книги, но и занимался их описанием. Я. Ф. Березиным-Ширяевым были составлены: «Обозрение книг, гравюр и монет времен царя Петра Великого и Екатерины I, находящихся в библиотеке любителя отечественной старины» (1872) и «Описание книг, брошюр, указов и эстампов, изданных в царствование Петра Великого и Екатерины Алексеевны и принадлежащих купцу Сакурову» (1868); «Обзор книг, или окончательные материалы» (СПб., 1896).
Умер в Санкт-Петербурге 23 января (4 февраля) 1898 года. Похоронен на Литераторских мостках.
В 1905 году его библиотека Березина-Ширяева была продана с аукциона.